# 3rd Screen Actors Guild Awards
3rd SAG Awards

Marts, 1997
Best Cast - Motion Picture:

The Birdcage
Best Cast - Drama Series:

ER
Best Cast - Comedy Series:

Seinfeld
3rd Screen Actors Guild Awards blev uddelt i marts, 1997.

## Vindere og nominerede

### Film

#### Outstanding Leading Actor
Geoffrey Rush – Shine
- Tom Cruise – Jerry Maguire
- Ralph Fiennes – The English Patient
- Woody Harrelson – The People vs. Larry Flynt
- Billy Bob Thornton – Sling Blade

#### Outstanding Leading Actress
Frances McDormand – Fargo
- Brenda Blethyn – Secrets & Lies
- Diane Keaton – Marvin's Room
- Gena Rowlands – Unhook the Stars
- Kristin Scott Thomas – The English Patient

#### Outstanding Supporting Actor
Cuba Gooding, Jr. – Jerry Maguire
- Hank Azaria – The Birdcage
- Nathan Lane – The Birdcage
- William H. Macy – Fargo
- Noah Taylor – Shine

#### Outstanding Supporting Actress
Lauren Bacall – The Mirror Has Two Faces 
- Juliette Binoche – The English Patient
- Marisa Tomei – Unhook the Stars
- Gwen Verdon – Marvin's Room
- Renée Zellweger – Jerry Maguire

#### Outstanding Cast
The Birdcage
Hank Azaria
Calista Flockhart
Dan Futterman
Gene Hackman
Nathan Lane
Dianne Wiest
Robin Williams
- The English Patient
- Marvin's Room
- Shine
- Sling Blade

### Fjernsyn

#### Outstanding Actor – Drama Series
Dennis Franz – NYPD Blue
- George Clooney, ER
- Anthony Edwards, ER
- Jimmy Smits, NYPD Blue
- David Duchovny, The X Files

#### Outstanding Actor – Comedy Series
John Lithgow – 3rd Rock from the Sun 
- David Hyde Pierce, Frasier
- Kelsey Grammer, Frasier
- Jason Alexander, Seinfeld
- Michael Richards, Seinfeld

#### Outstanding Actor – Miniseries or TV Film
Alan Rickman – Rasputin
- Armand Assante, Gotti
- Beau Bridges, Hidden in America
- Robert Duvall, The Man Who Captured Eichmann
- Ed Harris, Riders of the Purple Sage

#### Outstanding Actress – Drama Series
Gillian Anderson – The X-Files
- Christine Lahti, Chicago Hope
- Jane Seymour, Dr. Quinn, Medicine Woman
- Kim Delaney, NYPD Blue
- Della Reese, Touched by an Angel

#### Outstanding Actress – Comedy Series
Julia Louis-Dreyfus – Seinfeld
- Kristen Johnston, 3rd Rock from the Sun
- Christine Baranski, Cybill
- Ellen DeGeneres, Ellen
- Helen Hunt, Mad About You

#### Outstanding Actress – Miniseries or TV Film
Kathy Bates – The Late Shift
- Jena Malone, Bastard Out of Carolina
- Anne Bancroft, Homecoming
- Cicely Tyson, The Road to Galveston
- Stockard Channing, A Unexpected Family

#### Outstanding Cast – Drama Series
ER
George Clooney
Anthony Edwards
Laura Innes
Eriq La Salle
Julianna Margulies
Gloria Reuben
Sherry Stringfield
Noah Wyle
- Chicago Hope
- Law & Order
- NYPD Blue
- The X-Files

#### Outstanding Cast – Comedy Series
Seinfeld 
Jason Alexander
Julia Louis-Dreyfus
Michael Richards
Jerry Seinfeld
- 3rd Rock from the Sun
- Frasier
- Mad About You
- Remember WENN

### Life Achievement Award
- Screen Actors Guild Awards 41st Annual Life Achievement Award:
  - Angela Lansbury